# Ніккі Блонскі
Ніколь Маргарет Блонскі (англ. Nikki Blonsky; нар. 9 листопада 1988, Нью-Йорк, США) — американська акторка, співачка, танцюристка, музикантка та блогерка. Найбільш відома роллю Трейсі Тернблад у музичному фільмі «Лак для волосся», яка принесла їй номінацію на премію «Золотий глобус».

## Життєпис
Народилася в Нью-Йорку, США в родині помічниці в початковій школі Карен і муніципального службовця з контролю водного забруднення Карла. У неї є молодший брат Джої. Її мати має чеське та ірландське коріння. Хоча батько єврей, Ніккі виховувалась у католицькій вірі.
Навчалася в альтернативній школі Нью-Йорку, в якій було всього 50 учнів. Блонскі після занять відвідувала позашкільну театральну студію, де брала участь у постановках, зокрема «Свіні Тодд», «Кармен».
Є лесбійкою.

## Кар'єра
Дебютувала в музичному фільмі «Лак для волосся», зігравши головну роль — учениці Трейсі Тернблад, екранною мамою був Джон Траволта, а батьком — Крістофер Вокен. Стрічка та акторський склад стали лауреатами престижних кінопремій. У 2008 юна акторка зіграла в кінокомедіях «Королівський розмір» і «Гарольд», після яких з'явилась у серіалах «Потворна Бетті», «Сутінки в Вальмонті». У романтичному фільмі 2010 року «В очікуванні вічності» виконала роль другого плану.
У 2011 році Блонскі отримала ліцензію та почала працювати перукаркою в рідному місті, але продовжила проходити кастинги. У 2013 з акторкою вийшли комедійна драма «Географічний клуб» і романтична стрічка «Вчитель англійської».
У 2017 році знялась у драмі «Собачі роки».

## Фільмографія
| Рік  |   | Українська назва      | Оригінальна назва   | Роль             |
| ---- | - | --------------------- | ------------------- | ---------------- |
| 2007 | ф | Лак для волосся       | Hairspray           | Трейсі Тернблад  |
| 2008 | ф | Королівський розмір   | Queen Sized         | Меггі Бейкер     |
| 2008 | ф | Гарольд               | Harold              | Ронда Бекстер    |
| 2009 | с | Потворна Бетті        | Ugly Betty          | Тері             |
| 2009 | с | Сутінки в Вальмонті   | Valemont            | Поппі            |
| 2010 | ф | В очікуванні вічності | Waiting For Forever | Долорес          |
| 2010 | с |                       | Huge                | Вілламена Райдер |
| 2011 | с | Свіжий біт            | The Fresh Beat Band | Фріз             |
| 2013 | с | Успіх                 | Smash               | Марго            |
| 2013 | ф | Географічний клуб     | Geography Club      | Тереза           |
| 2013 | ф | Вчитель англійської   | The English Teacher | Шейла Нассбаум   |
| 2016 | ф | Зіркове цуценя        | Pup Star            | Леді             |
| 2017 | ф | Собачі роки           | Dog Years           | Фейт             |